# Vůdcovství
Vůdcovství nebo též tvůrčí vedení či leadership, zřídka též lídršip, je proces, při kterém jednotlivec určuje směr, kterým by se měla skupina lidí vydat, metodami, kterými toho docílí. V rámci managementu se často uvádějí rozdíly mezi manažerem a lídrem. Leadership pak představuje vedení lidí, při kterém lidé za lídrem přirozeně jdou proto, že je nadchnul pro společnou vizi a jde jim sám příkladem. Zároveň lídrovi pod rukama rostou jeho nástupci, protože lidem nebrání v rozletu, ale naopak je rozvíjí a podporuje.
Od tvůrčího vedení se rozlišuje funkční vedení neboli managementship, což je jedna z takzvaných základních manažerských funkcí.

## Historie vůdcovství
Charakteristické vlastnosti vůdcovství sahají až k počátkům civilizace. Významné historické záznamy o vedení lidí máme od filozofa Platóna, který zkoumal otázku toho, co odlišuje vůdce od ostatních lidí.
Významná byla díla Thomase Carlylea a Francise Galtona, kteří se tématu vedení lidí věnovali mnoho let. Ve své práci Hrdinové a uctívání hrdinů (1841) Carlyle identifikoval dovednosti a charakteristiky člověka, který se stal vůdcem. Galtonova práce Zděděná genialita (1869) zkoumala vůdcovství v rodinách mocných mužů.
Ve 20. století se objevili významní autoři, kteří k tématu Leadership přispěli významnou měrou:
- Stephen R. Covey
- Robert R. Blake

Oba autoři založili úspěšné společnosti, které se věnovaly rozvoji leadershipu v organizacích po celém světě. 
Robert R. Blake pak přispěl i dalšími cennými zdroji: koncepcí Managerial Grid (manažerská mřížka) a metodou skupinové práce, kterou nazval Synergogika, kde počátek slova odkazuje na synergii ve spolupráci. Právě Blake položil základy moderního pojetí rozvoje lídrovství. Odklonil se od přístupu, který je nadále i ve 20. letech 21. století stále vzdělávací a stojí na znalostech a dovednostech. Spojil leadership spíše s vyzrálostí osobnosti. Tím se leadership zpřístupnil např. introvertním lidem a dalším, kteří nejsou nejsilnější v komunikačních nebo prezentačních dovednostech.
Ve 20. letech 21. století se organizace začínají odpoutávat od hry se slovíčky: "Kdo je manažer a kdo je lídr?". Ta totiž nenabízí cestu ke skutečnému leadershipu: "...Pohrávání si s rozdílem mezi slovy manažer a lídr v manažerské literatuře a kurzech dlouhodobě nepřináší kýženou odpověď. Ať si vedoucí říká manažer nebo lídr, z definice leadershipu je podstatné, jaký prostor pro svůj tým vytvoří a jaký směr považuje za správný..."  Sílí hlasy, že management je spojený pouze se světem procesů, a leadership se světem lidí. Když už hra na téma leadership versus management vyprchává, opět chybí odpověď na otázku, jak rozlišit zdravé chování, které motivuje, od nezdravého potlačování aktivity lidí. Začíná se objevovat téma zdravosti leadershipu. První odpovědi na tuto otázku poskytl jíž prof. Blake ve své manažerské mřížce, ale většinou studentů zůstavalo toto poselství nepochopeno. Důvodem byl způsob výkladu, kde tato důležitá myšlenka zapadla mezi řádky.

## Styly vůdcovství
Názory na způsob vedení lidí a týmu se v čase vyvíjeli. V současné době existuje několik hlavních teorií vůdcovství, které se liší ve způsobech, jakými vedoucí ovlivňují své týmy a dosahují svých cílů.

### Autoritativní přístup
V autoritativním přístupu má vedoucí pevnou kontrolu nad rozhodovacími procesy a směrováním týmu či organizace. Vedoucí často určuje strategii a plány a očekává, že členové týmu budou tyto plány dodržovat.
Tento přístup může vést k menší motivaci a zapojení členů týmu, protože se mohou cítit nedoceněni. Autoritativní vedení může být efektivní v situacích vyžadujících rychlá rozhodnutí nebo v hierarchicky strukturovaných organizacích.

### Demokratický přístup
Demokratický přístup vedení klade důraz na zapojení týmu do rozhodovacího procesu. Vedoucí zvažuje názory a připomínky členů týmu při rozhodování a plánování. Tento přístup podporuje týmovou spolupráci a důvěru. Jeho výhody zahrnují zvýšení motivace a loajality zaměstnanců. 
Demokratické vůdcovství nemusí být vhodné v urgentních situacích, kde je potřeba rychlého jednání, nebo pokud členové týmu nemají dostatek znalostí a nejsou schopni se tak řídit vlastními zkušenostmi a znalostmi.

### Laissez-faire přístup
Laissez-faire vedení se vyznačuje minimálním zasahováním vedoucího do běžných operací týmu. Vedoucí poskytuje členům týmu autonomii v rozhodování a řešení problémů. Tento styl může být účinný, pokud jsou členové týmu zkušení a samostatní, ale může vést k nejasnostem v případě, že tým postrádá zkušenosti.

### Situační vedení
Situační vedení se přizpůsobuje potřebám a okolnostem týmu. Tento model, vyvinutý Kenem Blanchardem a Paulem Herseyem, zdůrazňuje význam flexibility ve stylu vedení v závislosti na schopnostech a zkušenostech členů týmu. Zahrnuje direktivní, koučující, podporující a delegující přístupy, přičemž každý z nich je vhodný pro různé úrovně zkušeností a zralosti členů týmu.

### Autentické vedení
Autentické vedení klade důraz na upřímnost, transparentnost a osobní hodnoty vedoucího. Tento přístup podporuje důvěru a otevřenou komunikaci mezi vedoucím a týmem, což může zlepšit spolupráci a týmovou dynamiku. Důležitým aspektem je neustálá sebereflexe a schopnost vedoucího učit se z chyb.

### Transakční vedení
Transakční vedení je založen na principu výměny mezi vedoucím a týmem, kde jsou členové odměňováni nebo trestáni na základě svých výsledků. Tento styl se soustředí na úkoly a procesy, což může vést k vyšší efektivitě, ale může omezit osobní růst a kreativitu týmu.

### Hodnotové vedení
Hodnotové vedení je založen na jasně definovaných a sdílených hodnotách a etických zásadách. Tento přístup vytváří silnou kulturu a hodnotový systém, který inspiruje a sjednocuje tým. Hodnotový leader by měl být schopen přizpůsobit své hodnoty a principy měnícím se podmínkám.

### Transformační vedení
Transformační vedení se zaměřuje na inspiraci a motivaci týmu k dosahování výjimečných výsledků. Tento styl podporuje inovace, kreativitu a rozvoj dovedností. Klíčem k úspěchu je schopnost komunikovat vizi a cíle a být otevřený nápadům a příspěvkům týmu.

### Servant leadership
Servant leadership klade důraz na podporu potřeb a zájmů členů týmu před vlastními. Tento přístup je založen na empatii a podpoře celkového blaha týmu. Servant leader by měl být schopen skutečně naslouchat potřebám týmu a podporovat jejich osobní růst a rozvoj.

### Strategický leadership
Strategický leadership je vedení zaměřené na dlouhodobé cíle a vize organizace. Zahrnuje strategické plánování, rozhodování a efektivní využívání zdrojů s cílem dosáhnout těchto cílů. Tento přístup vyžaduje schopnost předvídat změny v prostředí, přizpůsobovat strategie a inspirovat tým k naplňování stanovených vizí.